# Cottiusculus
Cottiusculus (лат.) — род морских лучепёрых рыб семейства рогатковые. Типовой вид — Cottiusculus gonez. Встречаются в северо-западной части Тихого океана у берегов России, Японии, Кореи и Китая. Живут на глубинах от 20 до 300 м. Демерсальные субтропические рыбы. Обычно встречаются на песчано-илистом дне. Это донные хищные рыбы, поджидающие добычу в засаде. Длина тела от 6,6 (Cottiusculus primoricus) до 10 см (Cottiusculus gonez и Cottiusculus schmidti). Они безвредны для человека, их охранный статус не определен, объектами промысла не являются.

## Классификация
На март 2024 года в состав рода включают 4 вида:
- Cottiusculus gonez Jordan & Starks, 1904
- Cottiusculus nihonkaiensis Kai & Nakabo, 2009
- Cottiusculus primoricus Prokofiev, 2020
- Cottiusculus schmidti Jordan & Starks, 1904